# Ky Smith
Ky Smith (* 15. Mai 2002 in Brisbane, Queensland) ist ein australischer Dartspieler.

## Karriere
Als Ky mit zehn Jahren den Wunsch hatte, wie sein Vater Raymond Darts zu spielen, wollte dieser es ihm zunächst verbieten. Schließlich spielte Ky 2017 in Australien seine ersten regionale Turniere in Australien und gewann im gleichen Jahr das Juniorenturnier des Sunshine State Classic. 2021 gewann er dann das Herrenturnier und konnte sich beim Oceanic Masters gegenüber 82 Spielern durchsetzen und sich für die PDC World Darts Championship 2022 qualifizieren. Bei seinem Weltmeisterschaftsdebüt traf Smith auf den Niederländer Maik Kuivenhoven, dem er mit 1:3 Sätzen unterlag. Auch sein Vater qualifizierte sich für die Weltmeisterschaft. Somit nahmen bei der WM 2022 erstmals zwei Spieler teil, die in einer Vater-Sohn-Beziehung standen.
Mitte Februar gewann Smith das South Australian Classic, indem er sich mit 6:5 gegen Josh Kime im Finale durchsetzte. Da es sich dabei um ein Gold-Turnier handelt, qualifizierte er sich damit für die WDF World Darts Championship 2024. Beim Murray Bridge Grand Prix Ende April 2023 erreichte Smith das Viertelfinale. Mitte August war Smith bei den Australian Darts Open an Position acht gesetzt. Er schied jedoch nach zwei Niederlagen bereits in der Gruppenphase aus.
Im Jahr 2024 war das beste Ergebnis, dass Smith bei einem WDF-Turnier erzielen konnte, ein Achtelfinaleinzug bei den Pacific Masters. Bei der WDF World Darts Championship 2024 im Dezember schied er in Runde eins mit 0:2 gegen Mike Gillet aus.
Mitte Februar erreichte Smith das Viertelfinale beim South Australian Classic.

## Weltmeisterschaftsresultate

### JDC
- 2019: 2. Runde (2:4-Niederlage gegen  Killian Heffernan)

### PDC
- 2022: 1. Runde (1:3-Niederlage gegen  Maik Kuivenhoven)

### WDF
- 2024: 1. Runde (0:2-Niederlage gegen  Mike Gillet)

## Titel

### WDF
- Sonstige 
  - Sunshine State Classic: (1) 2021